# Калюжна Лідія Денисівна
Лідія Денисівна Калюжна (нар. 27 квітня 1939 в Харкові) — український лікар і науковець, доктор медичних наук, професор, Заслужений діяч науки та техніки, професор кафедри дерматовенерології Національного університету охорони здоров'я України імені Платона Шупика. Є очільником наукової школи з дерматовенерології — підготувала 40 кандидатів та докторів наук, є автором 568 друкованих праць, з них 8 монографій, 1 підручник.

## Життєпис
Донька Дениса Миколайовича Калюжного (1900—1976) — члена-кореспондента Академії медичних наук РСФСР.
Закінчила Київський медичний інститут у 1962 році.
Від 1965 працює у Національній медичній академії післядипломної освіти в Києві: завідувачем кафедри дитячої дерматовенерології (1986–1993), дерматовенерології (від 1993). 
Головний дерматовенеролог (1994–2004), дитячий дерматовенеролог (1996–2007, 2010) МОЗ України.

## Наукова діяльність
Вивчає патогенез та проблеми лікування алергічних дерматозів, захворювань придатків шкіри, сифілісу.
Авторка 9 монографій, серед яких:
- «Заболевания волос»,
- «Захворювання шкіри обличчя та червоної облямівки губ»,
- «Захворювання похідних шкіри»,
- «Захворювання шкіри жінок у віковому аспекті»,
- «Спадкові захворювання шкіри»,
- «Атлас захворювань шкіри у дітей»,

Автор підручника «Дитяча дерматовенерологія».
Співавтор уніфікованих протоколів з діагностики та лікування акне та атопічного дерматиту.

## Громадська діяльність
Входить до Поважної ради Громадської ініціативи «Орден святого Пантелеймона».

## Відзнаки
- Заслужений діяч науки і техніки України